# Laticauda
Laticauda es un género de serpientes venenosas de la familia Elapidae que se distribuyen por los océanos Índico y Pacífico.

## Especies
Se reconocen las 8 siguientes según The Reptile Database:
- Laticauda colubrina (Schneider, 1799)
- Laticauda crockeri Slevin, 1934
- Laticauda frontalis (De Vis, 1905)
- Laticauda guineai Heatwole, Busack & Cogger, 2005
- Laticauda laticaudata (Linnaeus, 1758)
- Laticauda saintgironsi Cogger & Heatwole, 2005
- Laticauda schistorhynchus (Günther, 1874)
- Laticauda semifasciata (Reinwardt, 1837)